# IC 743
IC 743 је спирална галаксија у сазвјежђу Пехар која се налази на листи објеката дубоког неба у Индекс каталогу.
Деклинација објекта је - 13° 15' 53" а ректасцензија 11h 53m 22,3s. Привидна величина (магнитуда) објекта IC 743 износи 14,5 а фотографска магнитуда 15,2. IC 743 је још познат и под ознакама MCG -2-30-37, IRAS 11508-1259, PGC 37267.